# Ishigaki (ilha)
Ishigaki (石垣島, Ishigaki-jima, yaeyama e okinawaense: Ishigachi) é uma ilha do Japão a oeste de Okinawa Hontō e a segunda maior das ilhas Yaeyama. Incluída administrativamente na cidade de Ishigaki e na prefeitura de Okinawa.
Grande parte da ilha e águas que a rodeiam, incluindo o monte Omoto e a baía Kabira são protegidas como parte do Parque Nacional Iriomote-Ishigaki.
A ilha Ishigaki, tal como o resto de Okinawa, é culturalmente influenciada pelo Japão e por Taiwan ‒ tal como pela China ‒ devido à sua localização geográfica.
Um tsunami de altura recorde atingiu Ishigaki em 1771.